# Кэлерово многообразие
Кэлерово многообразие — многообразие с тремя взаимно совместимыми структурами: комплексной структурой, римановой метрикой и симплектической формой.
Названы в честь немецкого математика Эриха Келера.

## Определения
Как симплектическое многообразие: кэлерово многообразие — симплектическое многообразие {\displaystyle (K,\omega )} с интегрируемой почти комплексной структурой, которая согласуется с симплектической формой.
Как комплексное многообразие: кэлерово многообразие представляет собой эрмитово многообразие с замкнутой эрмитовой формой. Такая эрмитова форма называется кэлеровой.

## Связь между определениями
Пусть {\displaystyle h} — эрмитова форма,
{\displaystyle \omega } — симплектическая форма
и {\displaystyle J} — почти комплексная структура.
Согласуемость {\displaystyle \omega } и {\displaystyle J} означает, что форма:
{\displaystyle g(u,v)=\omega (u,Jv)}
является римановой; то есть положительно определённой.
Связь между этими структурами можно выразить тождеством:
{\displaystyle h=g-i\omega .}

## Кэлеров потенциал
На комплексном многообразии {\displaystyle K} каждая строго плюригармоническая функция {\displaystyle \rho \in C^{\infty }(K;\mathbb {R} )} порождает кэлерову форму
{\displaystyle \omega ={\frac {i}{2}}\partial {\bar {\partial }}\rho .}
При этом функция {\displaystyle \rho } называется кэлеровым потенциалом формы {\displaystyle \omega }.
Локально верно обратное.
Точнее, для каждой точки {\displaystyle p} кэлерова многообразия {\displaystyle (K,\omega )} существует окрестность {\displaystyle U\ni p} и функция {\displaystyle \rho \in C^{\infty }(U,\mathbb {R} )} такая, что
{\displaystyle \omega \vert _{U}=i\partial {\bar {\partial }}\rho }.
При этом {\displaystyle \rho } называется локальным Кэлеровым потенциалом формы {\displaystyle \omega }.

## Примеры
- Комплексное евклидово пространство {\displaystyle \mathbb {C} ^{n}} со стандартной эрмитовой формой.
- Каждая риманова метрика на ориентируемой поверхности определяет кэлерово многообразие, поскольку замкнутость {\displaystyle \omega } тривиальна в вещественной размерности два.
- Комплексное проективное пространство {\displaystyle \mathbb {C} \mathrm {P} ^{n}} с метрикой Фубини — Штуди.
- Индуцированная метрика на комплексное подмногообразии в кэлеровом многообразии.
  - В частности, любое многообразие Штейна[англ.] и любое проективное алгебраическое многообразие.
  - По теореме Кодайры о вложении кэлерово многообразие, допускающее положительное расслоение со слоем прямая, вкладывается в проективное пространство.
- K3-поверхности
- Важным подклассом кэлеровых многообразий являются многообразия Калаби — Яу.